# Четин, Мерт
Йылдырым Мерт Четин (тур. Yıldırım Mert Çetin; 1 января 1997, Анкара, Турция) — турецкий футболист, защитник клуба «Эллас Верона», выступающий на правах аренды за «Анкарагюджю» и сборной Турции.

## Клубная карьера
Четин — воспитанник клуба «Генчлербирлиги». В 2016 году он выступал за «Хаджеттепе», после чего вновь вернулся в «Генчлербирлиги». 19 ноября 2017 года в матче против «Кайсериспора» он дебютировал в турецкой Суперлиге. По итогам сезона клуб вылетел из элиты, но Четин остался в команде. 12 мая 2019 года в поединке против «Газиантепа» Мерт забил свой первый гол за «Генчлербирлиги». Летом 2019 году Четин перешёл в итальянскую «Рому». 27 октября в матче против «Милана» он дебютировал в итальянской Серии A. 24 августа 2020 года перешёл в «Верону» на правах аренды. Контракт подписан до 30 июня 2021 года с возможным правом выкупа.

## Международная карьера
17 ноября 2019 года в отборочном матче чемпионата Европы 2020 против сборной Андорры Четин дебютировал за сборную Турции.